# 慕容曦輪
慕容 曦輪（ぼよう ぎりん、707年 - 749年）は、吐谷渾の首長。諱は輪、字は曦輪。烏地野抜勤豆可汗。

## 生涯
慕容宣超の子として生まれた。722年、唐の左武衛郎将・閤門府都督を初任とした。734年、左武衛中郎将に転じた。739年、慕容曦輪は烏地野抜勤豆可汗の号を受け、安楽州都督を兼ねた。742年、播川郡牂牁鎮将に左遷された。749年、房陵郡志成府別将に任じられた。8月17日、慕容曦輪は房陵郡の賓館で死去した。享年は43。750年2月19日、京兆府長安県高陽原に葬られた。

## 参考資料
- 唐故中郎将開国伯慕容府君墓誌銘并序（慕容曦輪墓誌）